# Barajna
Barajna (arab. برينة, fr. Bareina) – miasto w południowo-zachodniej Mauretanii, w regionie At-Tarariza, w departamencie Ar-Rakiz. Siedziba administracyjna gminy Barajna. W 2000 roku liczyło ok. 15 tys. mieszkańców. Jego mieszkańcy to w dużej mierze Beduini.

## Historia
Powstanie miasta datuje się na XVIII w. Wzmianki o nim pojawiły się w XIX w. w jednej z książek mauretańskiego poety Oulda Mohamdiego pochodzącego z Nubaghiji.

## Geografia
Miasto położone jest nad rzeką Senegal, w pobliżu granicy z Senegalem, na południe od Bu Tilimit.